# Fio dental

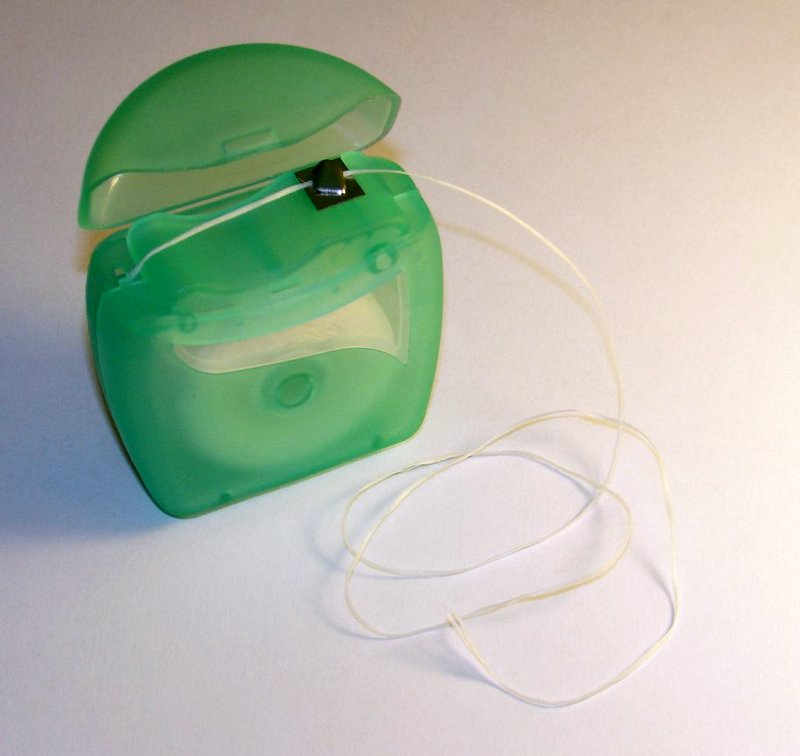
Fio dentário

O fio dental é um item utilizado na higiene bucal e deve ser utilizado no mínimo uma vez por dia.
O uso da escova de dentes, por mais eficiente que seja, não consegue remover os resíduos depositados nas áreas entre os dentes, e isso só é alcançado com a utilização do fio ou fita dentário. Usados de maneira adequada, o fio dentário remove grande parte da placa bacteriana presente abaixo e acima da gengiva (biofilme sub e supra-gengival).
O uso do fio ou fita dentária é recomendado e pode ser utilizado tanto antes como após a escovagem.
O mercado atualmente oferece uma grande variedade de marcas de fios/fitas dentários, inclusive alguns que contêm flúor.
É importante que o tipo escolhido passe entre os dentes com suavidade e sem desfiar, penetrando na gengiva de forma delicada. A cada espaço entre dois dentes, é recomendado o uso de um novo pedaço limpo do fio ou fita.

## Uso correto do fio dental

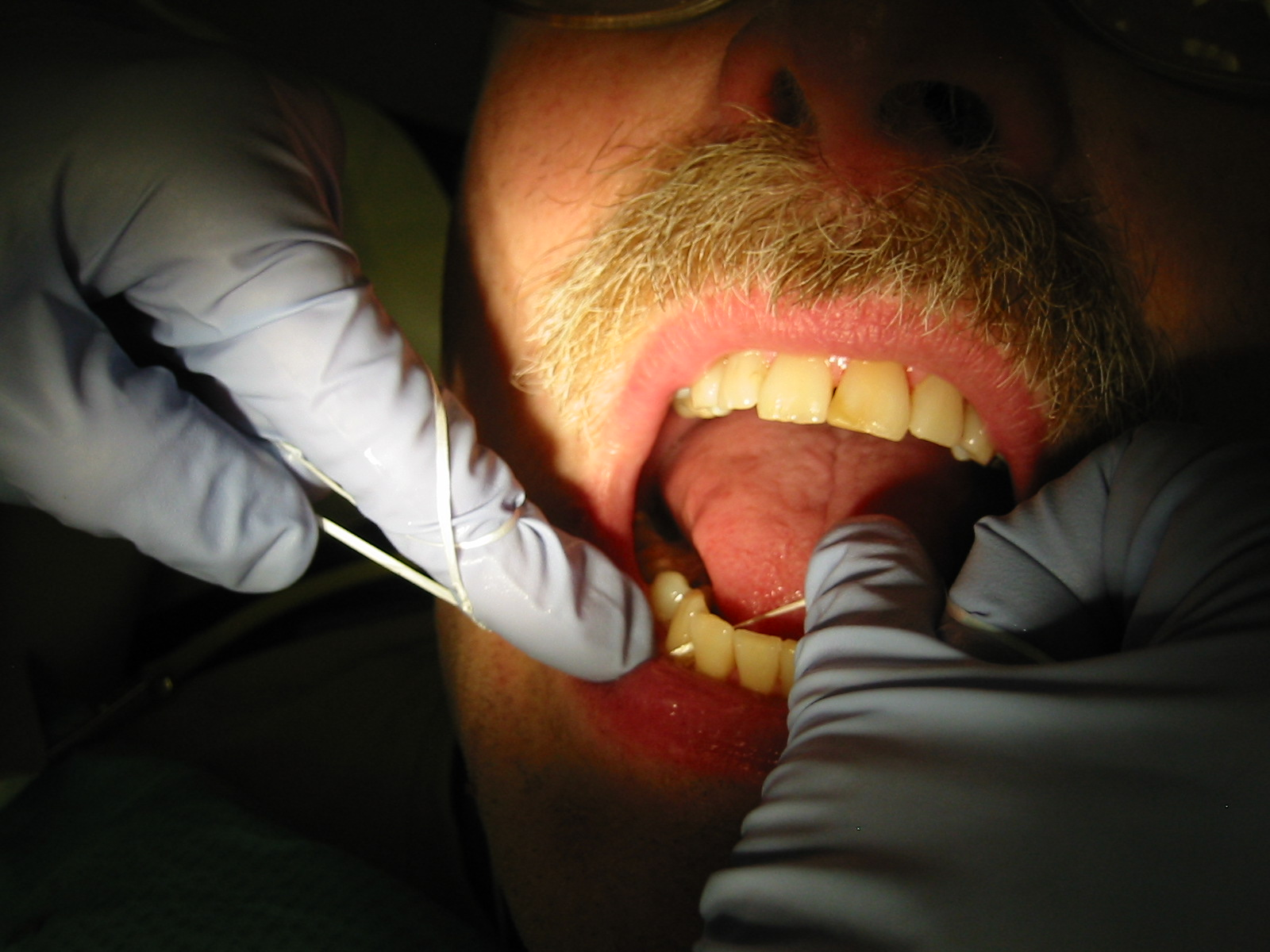
Utilização de um fio dentário

- Enrolar aproximadamente 40 centímetros do fio ao redor de cada dedo médio, deixando uns dez centímetros entre os dedos;
- Segurar o fio dentário entre o polegar e dedo indicador das duas mãos, deslizando o fio levemente para cima e para baixo, entre os dentes;
- Passar cuidadosamente o fio ao redor da base de cada dente, ultrapassando a linha de junção do dente com a gengiva, sem forçar o fio contra ela, para não cortar ou machucar o tecido gengival;
- Utilizar uma parte nova do pedaço de fio dentário para cada dente a ser limpo.
- Para remover o fio, usar movimentos de trás para frente, retirando-o do meio dos dentes.</ref>[1]

## Tipos de fio dentário

### Nylon (ou multifilamento)
Existem fios dentais de nylon, encerados ou não, com uma grande variedade de sabores. Como esse tipo de fio é composto de muitas fibras de nylon, ele pode, às vezes, rasgar-se ou desfiar, especialmente se os dentes estiverem muito juntos.

### PTFE (monofilamento)
Embora mais caro, o fio de filamento único (PTFE) desliza mais facilmente entre os dentes, mesmo quando há pouco espaço, e não se rompe. Foi lançado pela Johnson & Johnson em 1896.